# Noordelijke Tsjoejarug

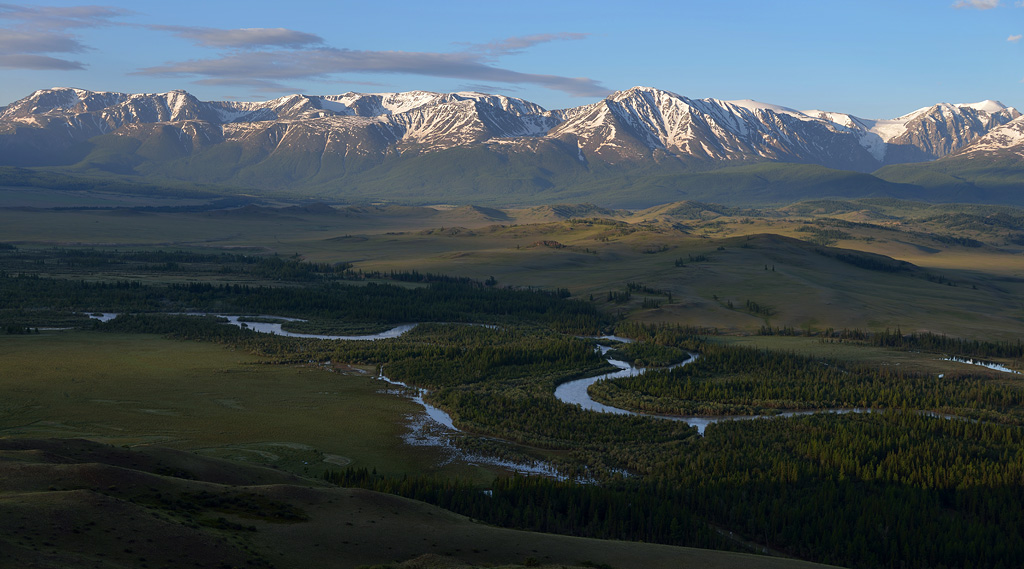

De Noordelijke Tsjoejarug (Russisch: Северо-Чуйский хребет; Severo-Tsjoejski chrebet) is een ongeveer 120-kilometer lange bergrug in het centrale deel van de Altaj, die de waterscheiding vormt tussen de rivieren Tsjoeja en de Karagem en Tsjaganoezoen in de Russische autonome deelrepubliek Altaj. De hoogste piek wordt gevormd door de Maasjej-Basj (4177 meter) in de bergknoop Bisj-Iirdoe (een ijsformatie van meer dan 130 km²).
De bergrug bestaat vooral uit schalie, zandsteen, kalksteen en metamorf gesteente.
Op de hellingen tot 2200 tot 2400 meter oeverheerst de lariks-cedertaiga. Daarboven groeit slechts gras en toendravegetatie.